# Marš dobrovoljaca
Marš dobrovoljaca (kineski: 义勇军进行曲) je himna Narodne republike Kine, napisana tijekom Drugog kinesko-japanskog rata (1937.—1945.). Autor je cijenjeni pjesnik i dramaturg tog vremena Tian Han (田汉), a melodiju je skladao Nie Er (聂耳).

## Podrijetlo i nastanak
Marš dobrovoljaca je Tian Han napisao 1934. za kazališni komad koji je pisao u to vrijeme. Popularna verzija, pak, kaže da ju je napisao na papiru za cigarete nakon što je uhićen u Šangaju i bačen u zatvor Kuomintanga 1935. godine. Pjesma je, s manjim izmjenama, postala glazbena tema patriotskog filma „Sinovi i kćeri u vrijeme oluje” (风云儿女, 1935.), s pričom o intelektualcu koji odlazi boriti se u prvi kinesko-japanski rat. Ovo je bila jedna od pjesama koje su se tajno širile među stanovništvom kao dio protujapanskog otpora.
Prvi put je izvedena kao nacionalna himna na međunarodnoj konferenciji održanoj uveljači 1949. u Pragu, tada u Čehoslovačkoj. U to vrijeme je Bei-ping (danas Beijing - hr. Peking) već bio u rukama kineskih komunista. Bilo je nekih neslaganja oko stiha „Kineska nacija se suočava sa svojim najvećim iskušenjem”. Povjesničar Guo Mo-žuo stih je promijenio u „Kineska nacija je došla do trenutka svoje emancipacije” (中国民族到了大翻身的时候).
U lipnju iste godine, Kineska komunistička partija je raspisala natječaj za nacionalnu himnu. Do kraja kolovoza je pristiglo 6926 predloga. Marš dobrovoljaca je predložio slikar Si Pei-hung (徐悲鸿) i skoro jednoglasno je izabrana. Bilo je, doduše, sporenja oko trećeg stiha. Na ovo je Zhou Enlai dao završnu riječ: „Još uvijek imamo imperijalističke neprijatelje pred nama. Što više idemo naprijed, više će nas imperijalisti mrziti, pokušavati nas potkopati, napasti nas. Možete li reći da nećemo biti u opasnosti?” Njegovo viđenje je podržao i Mao Ce-tung i 27. rujna 1949., pjesma je postala nacionalna himna, više od mjesec dana prije osnivanja Narodne Republike Kine.

## Kulturna revolucija i kasnija povijest
Tijekom Kulturne revolucije, Tian Han je uklonjen s vlasti i kao posljedica je bilo razdoblje u kojem je neslužbena himna bila Istok je Crven.
Marš dobrovoljaca je vraćen na Svekineskom narodnom kongresu 1978., ali s drukčijim stihovima, koji nikada nisu postali popularni. Kongres je 4. prosinca 1982. vratio izvornu inačicu Tijen Hana iz 1935. Uočljivo je da sadašnji stihovi ne spominju ni Komunističku partiju Kine ni Mao Ce-tunga, a može se reći i da je promjena stihova simbolički označila pad Hua Guofenga i kraj kulta ličnosti Maoa, kao i uzdizanje Deng Šaopinga.
Iako je bila vrlo popularna među kineskim nacionalistima u razdoblju prvog kinesko-japanskog rata, pjesma je bila zabranjena na Tajvanu sve do 1990-ih.
Himna je napisana na govornom kineskom, dok je himna Republike Kine, „Tri principa Naroda” napisana na klasičnom kineskom.

## Stihovi (izvorni)
Sljedeći stihovi su izvorni stihovi pjesme Tian Hana koji se danas koriste.

### Kineski
起来! 不愿做奴隶的人们!

把我们的血肉，筑成我们新的长城! 

中华民族到了最危险的时候，

每个人被迫着发出最后的吼声。

起来! 起来! 起来! 

我们万众一心，

冒着敌人的炮火，前进! 

冒着敌人的炮火，前进! 

前进! 前进! 进! 

### Pinyin
Qǐlái! Búyuàn zuò núlì de rénmen!

Bǎ wǒmen de xuèròu zhùchéng wǒmen xīnde chángchéng!

Zhōnghuá Mínzú dào le zùi wēixiǎnde shíhòu,

Měige rén bèipòzhe fāchū zùihòude hǒushēng.

Qǐlái! Qǐlái! Qǐlái!

Wǒmen wànzhòngyīxīn,

Màozhe dírén de pàohuǒ, Qiánjìn!

Màozhe dírén de pàohuǒ, Qiánjìn!

Qiánjìn! Qiánjìn! Jìn!

### Prijevod
Ustanite, vi koji odbijate biti robovi! 

Usmjerimo naše tijelo i krv ka novom Velikom Zidu! 

Kineska nacija suočava se sa svojim najvećim iskušenjem, 

Iz svakog tlačenja će se izdići naš konačni krik

Ustajte! Ustajte! Ustajte! 

Nas je mnogo, ali nam srca kucaju kao jedno! 

Hrabro izazivajući neprijateljske pucnje, marširamo naprijed! 

Hrabro izazivajući neprijateljske pucnje, marširamo naprijed! 

Marširamo naprijed! Marširamo naprijed! Naprijed!

## Stihovi iz razdoblja 1978. – 1982.
前进！各民族英雄的人民！

伟大的共产党领导我们继续长征。

万众一心奔向共产主义明天，

建设祖国保卫祖国英勇的斗争。

前进！前进！前进！

我们千秋万代

高举毛泽东旗帜，前进！

高举毛泽东旗帜，前进！

前进！ 前进！ 进！
Qiánjìn! Gè mínzǔ yīngxióngde rénmín,

Wěidàde gòngchǎndǎng lǐngdǎo wǒmen jìxù chángzhēng.

Wànzhòng yīxīn bēn xiàng gòngchǎnzhǔyì míngtiān,

Jiànshè zǔgúo bǎowèi zǔgúo yīngyǒngde dòuzhēng.

Qiánjìn! Qiánjìn! Qiánjìn!

Wǒmen qiānqīu-wàndài

Gāojǔ Máo Zédōng qízhì, qiánjìn!

Gāojǔ Máo Zédōng qízhì, qiánjìn!

Qiánjìn! Qiánjìn! Jìn!
Marširamo naprijed! Ljudi svih herojskih nacija, 

Nastavimo Veliki Marš pod vodstvom velike Partije, 

Milijuni sa samo jednim srcem ka komunističkoj sutrašnjici, 

Razvijamo i štitimo našu zemlju, borimo se hrabro. 

Marširamo naprijed! Marširamo naprijed! Marširamo naprijed! 

Mi ćemo generacijama

Visoko podizati zastavu Mao Ce-tunga, marširamo naprijed! 

Visoko podizati zastavu Mao Ce-tunga, marširamo naprijed! 

Marširamo naprijed! Marširamo naprijed! Naprijed!

## Vanjske poveznice
- Himna u stream i .MP3 formatu  Arhivirana inačica izvorne stranice od 11. kolovoza 2007. (Wayback Machine)
- Font CODE2000 koji sadrži kineske znakove  Arhivirana inačica izvorne stranice od 8. prosinca 2004. (Wayback Machine)